# Přestup tepla
Přestup tepla je fyzikální jev, při kterém dochází na rozhraní dvou látek s různou teplotou k přenesení tepla z jedné látky do druhé. Jedná se o zvláštní případ vedení tepla.

## Součinitel přestupu tepla
Za ustáleného stavu je možné pozorovat rozdělení teplot podobně jako na obrázku, kde {\displaystyle \delta } je šířka stěny, {\displaystyle t_{1}} je teplota látky před stěnou a {\displaystyle t_{2}} je teplota látky za stěnou, přičemž {\displaystyle t_{1}>t_{2}}. Na rozhraní kapaliny a pevné látky se vytváří tzv. mezní vrstva, ve které dochází k prudké změně teploty, tzv. tepelný skok.
Množství tepla, které přejde za čas {\displaystyle \tau } plochou {\displaystyle S} z látky o teplotě {\displaystyle t_{1}} do stěny o teplotě {\displaystyle t_{1}^{\prime }} je možné vyjádřit tzv. Newtonovým vztahem
{\displaystyle Q=\alpha S\tau (t_{1}-t_{1}^{\prime })},
kde konstanta úměrnosti {\displaystyle \alpha } se nazývá koeficient (součinitel) přestupu tepla, fyzikální rozměr [W·m−2.K−1].
Pro hustotu tepelného toku platí
{\displaystyle q={\frac {Q}{S\tau }}=\alpha (t_{1}-t_{1}^{\prime })}
Hustota tepelného toku {\displaystyle q} [W·m−2] je tedy úměrná teplotnímu rozdílu, tak jako v případě vedení tepla.
Koeficient přestupu tepla {\displaystyle \alpha } má při posuzovaní přestupu tepla rozhraním velkou úlohu.
Tento koeficient je závislý na celé řadě veličin, které jsou charakteristické pro danou látku a daný stav proudění. Nejde tedy o materiálovou konstantu jako např.: tepelná vodivost
Např. se ukazuje, že na součinitel přestupu tepla {\displaystyle \alpha } má při ustáleném turbulentním proudění kapaliny dlouhou hladkou trubkou vliv průměr trubky {\displaystyle d}, rychlost proudění kapaliny {\displaystyle v}, tepelná vodivost kapaliny {\displaystyle \lambda }, měrná tepelná kapacita {\displaystyle c}, viskozita {\displaystyle \eta } a hustota kapaliny {\displaystyle \rho }, tzn. {\displaystyle \alpha =f(\lambda ,d,v,c,\eta ,\rho )}.
Hodnota součinitele je obvykle určována experimentálně.

## Prostup tepla

Prostup tepla stěnou

Pokud prochází tepelný tok určitou překážkou, hovoří se o prostupu tepla. Prostup tepla lze považovat za posloupnost přestupů.
Při ustáleném proudění rovinnou stěnou platí
{\displaystyle q=\alpha _{1}(t_{1}-t_{1}^{\prime })={\frac {\lambda }{\delta }}(t_{1}^{\prime }-t_{2}^{\prime })=\alpha _{2}(t_{2}^{\prime }-t_{2})},
kde {\displaystyle \lambda } je tepelná vodivost a {\displaystyle \delta } je šířka překážky..
Tyto rovnice je možné upravit do tvaru
{\displaystyle t_{1}-t_{1}^{\prime }={\frac {q}{\alpha _{1}}}}
{\displaystyle t_{1}^{\prime }-t_{2}^{\prime }={\frac {q\delta }{\lambda }}}
{\displaystyle t_{2}^{\prime }-t_{2}={\frac {q}{\alpha _{2}}}}
Sčítáním rovnic dostaneme:
{\displaystyle t_{1}-t_{2}=q\left({\frac {1}{\alpha _{1}}}+{\frac {\delta }{\lambda }}+{\frac {1}{\alpha _{2}}}\right)={\frac {q}{k}}},
kde {\displaystyle k} představuje koeficient (součinitel) prostupu tepla, pro nějž platí {\displaystyle {\frac {1}{k}}={\frac {1}{\alpha _{1}}}+{\frac {\delta }{\lambda }}+{\frac {1}{\alpha _{2}}}} .